# مريم نور
مريم نور (ولدت ماريا أغاغيان)؛ (24 مايو 1936-) كاتبة وإعلامية لبنانية. تعمل في الإعلام المرئي والمقروء والمسموع، خبيرة في علم الماكروبايوتيك منذ تسعينات القرن العشرين. حائزة على الدكتوراه في اختصاص الطرق الطبيعية للحياة.

## حياتها
ولدت ماري نقّور لأب أرمني وأم لبنانية حيث أن لقب أباها الأصل هو نقوريان والذي تحول لاحقا لـ«نقور». مريم نور كانت ضحية لسرطان الثدي المصنف كدرجة أولى من حيث الخطورة كما أنها تنحدر من عائلة عانت من السرطان جيلاً بعد جيل، ولكن على عكس أفراد العائلة الآخرين رفضت مريم أن تتقدم لإجراء عمليات السرطان.
تقول مريم نور: "سألت طبيبي وقتها ما الذي سبب لي هذا السرطان؟ فأجابني: أنا لا أعرف مصدر المرض ولكنك يجب أن تخضعي للعملية الجراحية كي تتماثلي للشفاء. فقلت: إن كنت لا تدري مصدر وسبب هذا المرض كيف تكون متأكداً بأن هذه العملية الجراحية هي العلاج والشفاء لهذا المرض؟"
ومنذ ذلك الوقت بدأت مريم بالبحث عن علاجات بديلة واكتشفت الماكروبايوتيك وبدأت بتطبيقه على نفسها، وبعدها بقيت مريم نور سليمة وبصحة وعافية أفضل من جميع الأوقات.
وعندما تعرّف مريم نور عن نفسها تقول: "ولدت في لبنان، ارتدتُ المدارس والجامعات، وعملت في مجال الإعلام عدة مرات، سافرت إلى أوروبا ثم إلى أمريكا ثم الهند، درست الماكروبايوتيك مع ميتشيو كوشي. ومنذ ذلك الوقت أنا طالبة في مدرسة الكون التي هي المكان الوحيد الذي يعطيك المساحة كي تستطيع أن تعيش باختيارك واختياري كان الماكروبايوتيك كوسيلة للحياة وليس للتغذية والطعام فقط.
بدأتُ بإنشاء عدة مراكز للماكروبايوتيك في أمريكا حتى أصبح (مركز السماء) واحدا من أفضل المراكز على كوكب الأرض."

## عملها في الإعلام
وعن عملها في الإعلام تقول: "منذ عدة سنوات رجعت إلى لبنان كي أؤسس مركزا في بلدي وكانت البداية مع الإعلام على شاشة قناة الجزيرة حين بدأ قلبي يصرخ للعالم: «أفيقوا الآن وانتبهوا ماذا تأكلون؟» ومنذ ذلك الحين وأنا أظهر على عدة قنوات، والآن لديّ برنامج يوميّ على قناة الجديد وقد اكتشفت أن الحقيقة القوية والمؤثرة التي نناقشها في عالمنا العربي هي الوجود، الجسد، العقل والروح. أحب أن أقرأ كتب الماكروبايوتيك والطب البديل وقد أكملت الدكتوراه في طرائق العيش الطبيعية من جامعة كلايتون في الولايات المتحدة ورغم حصولي على الجنسية الأمريكية إلا أنني أعتبر نفسي مواطنة من كوكب الأرض."
تعتقد مريم نور أن شفاء الشخص لا بد أن ينبع من داخله وتضيف أن معرفة نفسك هي الخطوة الأولى في هذه الرحلة وتدعو إلى أن نمسك بأيدي بعضنا البعض ونعالج أنفسنا وقلوبنا وحياتنا وأمنا الأرض عندها يمكن أن يقتنع كوكب الأرض بالسلام. المعروف عن مريم نور أنها لا تمالئ ولا «تمسح جوخ» وقد سبب لها صدقها وصراحتها أزمات مع شتى الجهات والشخصيات.
كما يجدر بالذكر أن مريم نور تنسب نفسها إلى كل الديانات فتارة هي مسيحية بالولادة وتارة أخرى هي مسلمة باختيارها وتارة أخرى هي موحدة ولا تتنسب إلى أي دين بعينه ولكن الواقع أن مريم تعترف بالأديان السماوية وتعترف بكتبها وبالرسول محمد وبوحدانية الله ولها رؤيتها الخاصة للدين، رؤية قائمة على التسامح والبعد عن الغلو. وبين مؤيدين ومعارضين لا ينكر أحد أن مريم نور شخصية مثيرة للجدل وتمتلك من العلم الكثير مما يفيد.
مريم نور هي صرخة كونية تصرخها في وجه العرب حتى يستفيقو من تأثير الغرب لا تفرق بين ديانة وأخرى ولكنها تدعو لتوحيد الشعوب والديانات ويعتبرها البعض بمثابة أب روحي يرشدهم إلى طريق النور أحبت الأرض وكرهت القصور.
في رمضان 2013 قدمت البرنامج التليفزيوني السلام عليكم في قناة الجديد، تحدثت فيه عن التقاء الأديان السماوية في أساسها وغذاء الروح والغذاء الصحي والصيام أحد الوسائل للوصول للتصوف.

## برامجها
- السلام عليكم، قناة الجديد، رمضان 2013
- مع مريم، المصرية، رمضان 2011
- تأملات، قناة القاهرة، رمضان 2011
- غفران، قناة الجديد، 2013 و 2014

## مؤلفاتها
لها العديد من المؤلفات باللغتين العربية والإنجليزية.
من مؤلفاتها العربية:
- كتاب المرأة.
- الرجل.
- كتاب الرحمة.
- المسيح.
- الجهل.
- فنجان قوة بألم الإنسان من ركوة مريم نور.
- النكاح.
- الثورة.
- سر الأسرار.
- الخفايا.

## وصلات خارجية
- الموقع الرسمي
- مريم نور  على فيسبوك.